# Heriaeus delticus
Heriaeus delticus  (лат.) — вид пауков семейства Пауки-бокоходы (Thomisidae).  Встречается в Нижнем Поволжье (Астраханский заповедник, Астраханская область, Россия). Длина тела около 5 мм, головогрудь около 2 мм. Основная окраска желтовато-коричневая с примесью белых отметин. Эпигинум самки ямковидный.
Первые две пары ног развернуты передними поверхностями вверх, заметно длиннее ног третьей и четвёртой пар. Паутину не плетут, жертву ловят своими видоизменёнными передними ногами.